# SVB Lidbondentoernooi
La SVB Lidbondentoernooi (en inglés: Member Associations Tournament) es la tercera división de fútbol en Surinam y es organizado por la Federación de Fútbol de Surinam.

## Historia
El torneo fue creado en el año 2006 como el sucesor de la desaparecida SVB Randdistrictentoernooi, que existió entre 1973 y 2005, en el cual participan los campeones y subcampeones de las 20 ligas regionales que forman parte de la Federación de Fútbol de Surinam, los cuales disputan el ascenso a la SVB-Eerste Klasse (segunda categoría), aunque en raras ocasiones logran ascender a la SVB Hoofdklasse.

## Ediciones anteriores
| Temporada | Campeón          | Asociación      |                 | Subcampeón      | Asociación |
| --------- | ---------------- | --------------- | --------------- | --------------- | ---------- |
| 2006      | PSV              | Nickerie        | Tammenga        | Kwatta          |            |
| 2007      | Eendracht        | Livorno         | Fortuna 1975    | Lelydorp        |            |
| 2008      | De Ster          | Lelydorp        | The Brothers    | Coronie         |            |
| 2009      | Inter Rica       | Moengo          | Tammenga        | Kwatta          |            |
| 2010      | Bomastar         | Lelydorp        | Fortuna 1975    | Lelydorp        |            |
| 2011      | ACoconut         | Brokopondo      | Santos          | Nickerie        |            |
| 2012      | Caravan          | Livorno         | Papatam         | Albina          |            |
| 2013      | West United      | Coronie         | Deva Boys       | Meerzorg        |            |
| 2014      | Jong Rambaan     | Lelydorp        | TOK             | Moengo          |            |
| 2015      | Santos           | Nickerie        | Amar Deep       | SOLO            |            |
| 2016      | Flora            | Nieuw Generatie | SV Slee Juniors | Nieuw Generatie |            |
| 2017      | Happy Boys       | Meerzorg        | Jong Aurora     | Nieuw Generatie |            |
| 2018      | SCV Bintang Lair | Meerzorg        | Flamingo FC     | Lelydorp        |            |
| 2019      | SV Groningen     | Groningen       | SV Sophia       | Kwatta          |            |